# Smilax rufescens
Smilax rufescens är en enhjärtbladig växtart som beskrevs av August Heinrich Rudolf Grisebach. Smilax rufescens ingår i släktet Smilax och familjen Smilacaceae. Inga underarter finns listade.